# Aditjowie
Aditjowie (transliteracja Āditya, również Ādityadewa) – bóstwa hinduistyczne opisywane już w Wedach. Symbolizowali wtedy różne aspekty światła słonecznego, jak i niebiańskiego.
Strażnicy ryty (prawa), wynagradzali pobożnych i sprawiedliwych i karali grzeszników.
- W Wedach synowie Djausa i Aditi o złotej skórze. Początkowo wymienia się ich trzech, w późniejszym okresie ich liczbę zwiększono do siedmiu. Hymny Rygwedy wymieniają tylko następujące postacie:

1. Waruna
2. Mitra
3. Arjaman
4. Bhaga
5. Daksza
6. Anśa
7. Surja lub Sawitar
8. Rawi

- Do grona Aditjów, synów Aditi, bywają wliczani w Rygwedzie[1] również bogowie:

1. Mitra
2. Waruna
3. Dhata
4. Arjaman
5. Amśa
6. Bhaga
7. Indra
8. Martanda[2]

- W Brahmanach występuje ich dwunastu (dwadaśaditja, trl. dvādaśāditya) i uosabiali wtedy dwanaście miesięcy roku, byli to: Anśa, Arjaman, Bhaga, Daksza, Indra, Mitra, Puszan, Sawitar, Twasztar, Waruna, Wisznu, Wiwaszwant.